# Resan (musikprojekt)
Resan var ett svenskt musikprojekt.
Resan bestod av Anders Nordh (gitarr, keyboards, sång), Hans Jonsson (gitarr, sång), Lars Finberg (gitarr), Marion Noél (flöjt, sång), Benny Svensson (keyboards), Paul Sundlin (bas, keyboards, sång), Stefan Höglund (bas), Thomas Rydberg (trummor, sång) och Pelle Holm (trummor, sång). Producent var Adrian Moar (även i musikprojektet Baltik) och de flesta låtarna skrevs av trummisen Thomas Rydberg. Han bistods av Jonsson från sitt tidigare band Rowing Gamblers samt Nordh och Sundlin, som han spelat med i bandet Life. Höglund hade tidigare spelat i Steampacket och Holm i Kebnekajse. Holm och Jonsson hade båda spelat på Scorpions album, medan Höglund spelade på Mikael Ramels två första album. Rydberg blev senare medlem i Nature. Det 1973 utgivna albumet Resan (Epic EPC 65526) innehåller en blandning av psykedelisk och progressiv rock med svenska texter.